# Împărăția cerurilor (Evanghelia după Matei)
Împărăția cerurilor (în greacă βασιλεία τῶν οὐρανῶν) este o expresie folosită în Evanghelia după Matei. Ea este considerată în general ca fiind echivalentă cu expresia „Împărăția lui Dumnezeu” (în greacă βασιλεία τοῦ θεοῦ) din Evanghelia după Marcu și Evanghelia după Luca. Considerat a fi elementul principal al misiunii publice a lui Isus în Evanghelia după Matei, „împărăția cerurilor” semnifică „un proces, un curs al evenimentelor, prin care Dumnezeu începe să guverneze sau să acționeze ca rege sau ca Domn, o acțiune, așadar, prin care Dumnezeu își manifestă prezența sa dumnezeiască în lumea oamenilor”.

## Comparația cu „Împărăția lui Dumnezeu”
Howard Clarke afirmă că Matei 3:2 este prima dintre cele douăzeci și nouă de referiri la „împărăția cerurilor” în Evanghelia după Matei. Evangheliile după Luca și Marcu par să prefere termenul „împărăția lui Dumnezeu”. Faptul că Matei folosește cuvântul „cer” este considerat adesea ca o reflectare a sensibilității populației evreiești căreia i-a fost adresată această evanghelie și o încercare de a evita cuvântul „Dumnezeu”. Majoritatea cercetătorilor consideră că cele două expresii sunt identice din punct de vedere teologic.
Robert Foster respinge acest punct de vedere. El consideră că explicația standard este greu de crezut, deoarece Matei folosește cuvântul „Dumnezeu” de mai multe ori și chiar și expresia „împărăția lui Dumnezeu” de patru ori. Foster susține că, în gândirea lui Matei, cele două concepte erau diferite. Potrivit lui Foster, cuvântul „cer” are un rol important în teologia lui Matei și apare în special în formula „Tatăl din ceruri”, pe care Matei o folosește frecvent pentru a se referi la Dumnezeu. Foster susține că „împărăția lui Dumnezeu” reprezintă spațiul material pământesc în care opozanții lui Isus, precum fariseii, credeau că trebuie să trăiască, în timp ce „împărăția cerurilor” reprezintă, într-un mod mai exact, spațiul spiritual al lui Isus și al discipolilor săi.

## Sfârșitul lumii
Unii cercetători cred că, atunci când a fost folosită pentru prima dată, această expresie a fost intenționată să aibă un sens escatologic și să se refere la sfârșitul lumii. Cu toate acestea, ca urmare a faptului că Judecata de Apoi nu a avut loc în epoca Bisericii primare, cercetătorii biblici au ajuns să creadă că expresia se referă la o stare spirituală interioară (potrivit pasajului Luca 17:21) sau la un sfârșit al lumii mult întârziat (potrivit pasajului Matei 24:36). Apare astfel o dificultate de înțelegere pentru cei care cred într-un sfârșit al lumii întârziat, deoarece expresia „împărăția lui Dumnezeu” este legată de alte expresii precum „la îndemână” sau „este aproape”, ceea ce implică un eveniment iminent. Confruntați cu această provocare, Albright și Mann sugerează că o traducere mai bună ar semnala că împărăția se „apropie cu pași repezi”. R.T. France consideră că împărăția este tot mai apropiată, sugerând că expresia ar trebui înțeleasă ca referindu-se la „o stare de fapt care începe deja și necesită o acțiune imediată”.
În Noul Testament se vorbește despre tronul lui Dumnezeu în mai multe forme: Raiul ca tron al lui Dumnezeu, tronul lui David, tronul slavei, tronul harului și multe altele. Noul Testament continuă identificarea evreiască a cerului ca „tronul lui Dumnezeu”, dar localizează, de asemenea, tronul lui Dumnezeu ca fiind „în ceruri” și adaugă că există un al doilea scaun subordonat aflat la dreapta lui Dumnezeu.